# 救世観世音菩薩
救世観世音菩薩（ぐぜかんぜおんぼさつ）は、一般に救世観音と称されるが、平安時代の法華経信仰から広まった名称で、救世観世音菩薩という名称は経典には見えない。
救世は「人々を世の苦しみから救うこと」であり、救世だけで観音の別名ともされる。救世観音の名称の由来は「法華経」の観世音菩薩普門品の中の「観音妙智力 能救世間苦」との表現にあると推測され、法華経信仰が平安時代に盛んになったこと、さらには聖徳太子の伝説が付帯されることで、この尊名が生まれ、民間で定着したと考えられている。

## 秘仏と公開
法隆寺の救世観世音菩薩像は、200年間公開されていなかった厳重な秘仏で、1884年（明治17年）、国から調査の委嘱を受けたアーネスト・フェノロサが、夢殿厨子と救世観音の調査目的での公開を寺に求め、長い交渉の末、公開されたものである。後に著作『東亜美術史綱』で像影の写真付きで公刊されている。回扉されると立ったまま500ヤード（約457メートル）の木綿の布で巻かれた状態で、解くとすごい埃とともに「驚嘆すべき世界無二の彫像は忽ち吾人の眼前に現はれたり」と表現している。

## 作例
- 法隆寺夢殿の本尊で，聖徳太子の等身の御影と伝わる観音菩薩立像。
- 大阪四天王寺の菩薩半跏像。
- 京都三千院の菩薩半跏像。